# Lampyrinae
Lampyrinae este o subfamilie de licurici din familia Lampyridae. 